# Hôtellerie de plein air
Ne doit pas être confondu avec Hôtellerie.
Pour les articles homonymes, voir HPA.
L'hôtellerie de plein air (HPA), appelée également camping, est un secteur économique de l'hébergement touristique qui concerne l'activité de camping-caravaning et de parc résidentiel de loisirs (PRL), aménagé plus spécifiquement pour les habitats de types tentes, caravanes, maisons mobiles ou habitats légers de loisirs. Le terme permet ainsi de distinguer d'une part l'exploitation stricte d'un camping traditionnel et d'autre part l'hôtellerie traditionnelle, dite « classée ». 

## Terminologie
L'expression hôtellerie de plein air est une expression utilisée principalement par les professionnels de l'hébergement du tourisme de plein air en Europe.
Ainsi, en 1970, la Fédération européenne de l'hôtellerie de plein air (FEHPA) réunis des professionnels de l'Union européenne. Cette création fait suite à l'organisation des professionnels au niveau national. En France, les membres de la profession se réunissent vers la fin des années 1960 pour constituer un syndicat professionnel dans lequel le terme est utilisé. L'Union nationale des camps aménagés de France (UCAF), créée dans les années 1950, évolue en 1963 pour devenir officiellement le 1er janvier 1964 la Fédération nationale de l'hôtellerie de plein air (FNHPA). En 1973, un autre organisme professionnel prend le nom de Syndicat de l'hôtellerie de plein air.
Dans le langage de l'administration française tout comme pour l'INSEE, hôtellerie de plein air et camping sont synonymes,,. Si en 1975, un « Plan camping » est mis en place, au début des années 1980, le mot « camping » est remplacé. En 1981, est ainsi lancée une mission d'études portant sur l'« hébergement de plein air », qui débouchera quelques années après sur la Circulaire du 13 mars 1981 relative au camping, au stationnement des caravanes et à l'habitat léger de loisirs,. Le terme hôtellerie de plein air est aujourd'hui utilisé pour qualifier le secteur,,, « afin d'illustrer sa montée en gamme » selon le magazine spécialisé Tourmag.com.
Au Québec, l'expression n'est pas ou peu utilisée, lui préférant « hébergements de plein air » afin de caractériser le camping ou encore les hébergements à proximité de la nature comme les pourvoiries,.
Selon Kadri et al., la dénomination hôtellerie de plein air est née par l'usage, en Europe, « et de la nécessité de désigner une diversité de services d'hébergement répondant à la fois aux besoins des clientèles plus conventionnelles, adeptes de modes d'hébergement bucoliques, et de celles recherchant le confort et le luxe ». Elle se développe dans les années 1990, à une époque où le tourisme de nature connaît un renouveau en lien avec l'évolution de la prise en compte de l'environnement, alors que le « camping traditionnel, lui, vit un déclin parce que considéré trop rudimentaire et rustique ».

## Dans le monde

### Europe
L'hôtellerie de plein air est la principale offre d'hébergement touristique en Europe et la deuxième au niveau mondial derrière les États-Unis, avec environ 30 000 établissement. La France est considérée comme le second marché mondial, en 2016, devant l'Allemagne et le Royaume-Uni.
Une fédération européenne, l'European fédération of camping site organisations- Fédération européenne de l'Hôtellerie de plein air (EFCO-FEHPA), créée en 1970, permet la coopération entre les différentes fédérations nationales de professionnels de l'hôtellerie de plein air,. 

#### France
La France, avec ses 8 200 campings et 920 000 emplacements en 2016, tient la seconde place du marché mondial .
En France, dans les années 2010, le secteur constitue la première offre d'hébergement. La capacité d'accueil est estimée, en 2013, à environ 3 millions de lits touristiques.
Le secteur français est organisé autour de grandes structures associatives et professionnelles,. La Fédération française de camping caravaning (FFCC) est une association créée en 1938 et reconnue d’utilité publique en 1973, revendiquant sur son site environ 120 000 adhérents. 
Une "Union nationale des propriétaires de parcs résidentiels de loisirs" (UNAPAREL) apparait en 1951 sous le nom Les camps aménagés de France. Elle devient quatre ans plus tard un syndicat professionnel sous le nom Association nationale des propriétaires et gestionnaires de terrains de camping (ANPGTC) puis en 1973 le Syndicat de l'hôtellerie de plein air. Le syndicat prend définitivement le nom d'UNAPAREL en 1977, décidant par ailleurs une séparation avec la FNHPA, à laquelle elle avait adhéré. La Fédération nationale de l'hôtellerie de plein air (FNHPA) est également un syndicat professionnel patronal qui rassemble selon son site Internet près de 4 00 adhérents. Au niveau local, il s'agit de 72 fédérations régionales et départementales.

### Amérique

#### États-Unis
Les États-Unis sont considérés comme le premier marché mondial avec 12 000 campings.
L'hôtellerie de plein air est classée seconde en terme d'offre de logements touristiques.

## Classements et labels
Dans certains pays, les structures d'hôtellerie de plein air peuvent obtenir des autorités ou des organismes professionnels un classement, généralement en étoiles ou catégories, ainsi que des labels.
Dans les années 1990, en France, la FNHPA et la FFCC ont mis en place une Charte camping qualité.

## Quelques enseignes de camping et hôtellerie de plein air
- Homair Vacances
- Huttopia
- Vitalys
- Yelloh! Village
- Flower Campings
- Siblu
- Sandaya

## Pour aller plus loin

#### Ouvrages
- Agnès Jeanjean, Ingrid Sénépart (sous la dir.), Habiter le temporaire : Habitations de fortunes, mobiles et éphémères, vol. 56, Maison des Sciences de l'Homme, coll. « Techniques & culture », 2011, 284 p. (ISBN 978-2-7351-1410-8) ;
- Catherine Dreyfus-Signoles, L'espace touristique, Éditions Bréal, 2002, 255 p. (ISBN 978-2-84291-907-8, lire en ligne).

#### Articles
- Claire Alet, « Le nouveau look du camping », Alternatives économiques, no 293,‎ juillet-août 2010.
- François-G. Chevrier, « Et si l'hôtellerie de luxe diversifiait son offre par le biais du camping ? », veilletourisme.ca,‎ 16 février 2006 (lire en ligne)